# Орден Георгія Димитрова
Орден «Георгій Димитров» — вищий орден , нагорода Народної Республіки Болгарії. Орден було засновано 17 червня 1950 указом Президії Народного зібрання і мав одну ступінь. Першим його кавалером став В. Червенков, міністр-голова НРБ в 1950 році.

## Опис
Автором первинного проєкту ордена був скульптор К. Лазаров. Часткові зміни до проєкту вніс художник-гравер О. Одабашян. До 1952 року орден виготовлявся в приватному ательє, потім — на Державному монетному дворі.
У середині золотого орденського знака розміщений медальйон червоної емалі з рельєфним бюстом Георгія Димитрова вліво. Медальйон оточений білим кантом. У нижній частині ордена розташована стрічка червоної емалі з написом «Георгій Димитров». Медальйон оточений двома пшеничними снопами, у верхній частині знаходиться маленька п'ятикутна зірка червоної емалі. У нижній частині — серп і молот червоної емалі.
Розміри знака — 45 × 42 мм. Орден мав два різновиди: самі перші випуски 1950 не мали п'ятикутною колодки і кріпилися до одягу за допомогою нарізної штифта або шпильки. Потім орден став носитися на п'ятикутною колодкою, обтягнутою темно-червоною стрічкою з червоними смужками по краях.